# 소림축구
《소림축구》(영어: Shaolin Soccer, 중국어: 少林足球)는 2001년에 개봉된 홍콩의 코미디 영화로, 주성치가 감독, 각본, 주연을 맡았다. 한 소림 무술가가 그의 스승이 죽은 후 몇년 후 그의 형제 5명을 모아 소림무술 축구팀을 결성하는 이야기를 담고 있다.
2008년에 이어 주성치가 《소림소녀》를 제작해 개봉했다.(여기서 주성치는 등장하지 않음.) 이 영화는 소림축구에 비해 주연의 수가 적다.

## 줄거리
"황금 다리" 아봉은 홍콩 축구 스타로, 헝이 그에게 경기를 지는 대가로 수표를 제안하자 중개인이라고 주장하며 헝을 때리고 욕한다. 그러나 아봉은 결국 수표를 받고 경기를 진다. 화난 관중들은 그를 때려 다리를 부러뜨린다.
20년 후, 아봉은 절뚝거리며 걸으며 현재 성공한 사업가인 헝의 학대받는 하인이다. 아봉이 헝의 축구팀 코치를 요청하자, 헝은 그를 조롱하며 가짜 수표로 그를 속였고 다리를 부러뜨린 사람들을 고용했다고 밝힌다. 길거리에서 술을 마시며 슬픔을 달래던 아봉은 소림쿵후의 실용적인 이점을 세상에 알리고 싶어 하는 소림쿵후 고수 싱을 우연히 만난다. 그러나 싱은 지저분하고 가난하여 아무도 그에게 쿵푸 수업을 듣지 않는다. 그는 심한 여드름을 앓고 있는 무이에게서 만터우 (찐빵)를 훔치는데, 무이는 태극권을 사용하여 음식을 요리한다.
처음에는 경멸했지만, 아봉은 곧 싱의 다리 힘을 발견하고 그에게 축구 코치를 제안한다. 축구를 통해 쿵푸를 홍보하겠다는 생각에 이끌린 싱은 옛 소림 형제들에게 팀에 합류해달라고 요청한다. 싱의 형제들은 결국 동의한다. 시험 삼아 아봉은 악랄한 속임수로 유명한 팀과 경기를 주선한다. 깡패 팀은 소림 팀을 때린다. 모든 것이 끝났다고 생각될 때, 소림 팀원들은 그들의 힘을 다시 깨우고 그것을 사용하여 상대 팀을 물리친다. 깡패들은 싱의 팀에 합류해달라고 요청한다. 싱은 무이를 데리고 영업시간이 끝난 고급 백화점에서 값비싼 드레스를 입어보게 하고 하나 사주겠다고 제안한다. 그녀는 그를 감동시키기 위해 변신하지만, 팀과 그녀의 상사는 그녀의 과장된 80년대 모습을 비웃는다. 무이가 싱에 대한 그녀의 감정을 암시하자, 그는 그녀에게 친구로만 지내고 싶다고 말한다. 그녀는 상사에게 해고된 후 사라진다.
팀 소림은 홍콩에서 열리는 오픈 컵 대회에 참가하여 그들의 힘 덕분에 터무니없이 일방적인 승리를 거둔다. 그들은 결승전에서 괴력과 속도를 가진 헝의 이블 팀을 만난다. 이블 팀은 미국의 약물로 인해 이러한 능력을 갖게 되었다. 심판 또한 헝에게 매수되었다. 이블 팀은 팀 소림의 두 골키퍼에게 심각한 부상을 입히고, 무력해진 팀 소림 멤버들은 도망친다. 팀이 기권패할 위기에 처하자, 머리를 민 무이가 그들의 골키퍼로 다시 나타난다. 이블 팀의 공격수가 불타는 힘으로 공을 무이에게 차자, 그녀는 태극권으로 그것을 막는다. 그녀와 싱은 그들의 기술을 결합하여 공을 필드 아래로 로켓처럼 날려 보낸다. 공은 이블 팀의 골대를 뚫고 모든 선수들을 날려버리며 유일한 승리 골을 넣는다.
나중에 헝은 도핑 혐의로 투옥되고, 이블 팀 선수들은 평생 출전 금지 처분을 받는다. 싱은 조깅을 나가며 주위 사람들이 일상생활에서 쿵푸를 사용하는 것을 보고 기뻐하는데, 그의 평생 꿈이 현실이 된 것이다. 건물 옆의 큰 광고판에는 유명한 커플인 싱과 무이가 다른 무엇보다 볼링 세계 챔피언십에서 우승했음이 나타나 있다.

## 배역
- 주성치 - 아성
- 오맹달 - 황금다리 아봉 (소년 : 호일천)
- 조미 - 아매
- 사현 - 강웅
- 황일비 - 대사형
- 임자총 - 막내
- 진국곤 - 사사형 번개손(골키퍼)

## 한국판 성우진

### KBS (2003년 9월 11일)
- 김승준 - 아성(주성치)
- 문관일 - 황금다리(오맹달)
- 정미숙 - 아매(조미)
- 설영범 - 강웅(사현)
- 장승길 - 대사형(황일비)
- 서문석 - 이사형(막미림)
- 최병상 - 삼사형(전계문)
- 오인성 - 사사형(진국곤)
- 이장원 - 막내(임차총)
- 이원준 - 천재 작곡가(하문소)
- 정옥주 - 만두가게 주인(서미나)
- 박규웅 - 악마팀 골키퍼(조화)
- 손선근 - 심판(왕은걸)
- 정현경 - 마담(이건인)

### SBS (2007년 11월 24일)
- 김승준 - 아성(주성치)
- 설영범 - 황금다리(오맹달)
- 윤여진 - 아매(조미)
- 이종혁 - 강웅(사현)
- 장승길 - 이사형(막미림)
- 이선호 - 만두가게 주인(서미나)
- 서광재 - 삼사형(전계문)
- 김소형 - 대사형(황일비)
- 양희문 - 막내(임차총)
- 이상범 - 심판(왕은걸)
- 홍진욱 - 사사형(진국곤)
- 이원찬 - 악마팀 골키퍼(조화)
- 이자옥 - 기자(로미)
- 변현우 - 축구 선수(곡덕소)